# Sauromalus slevini
Sauromalus slevini là một loài thằn lằn trong họ Iguanidae. Loài này được Van Denburgh mô tả khoa học đầu tiên năm 1922.